# ハムイエン県

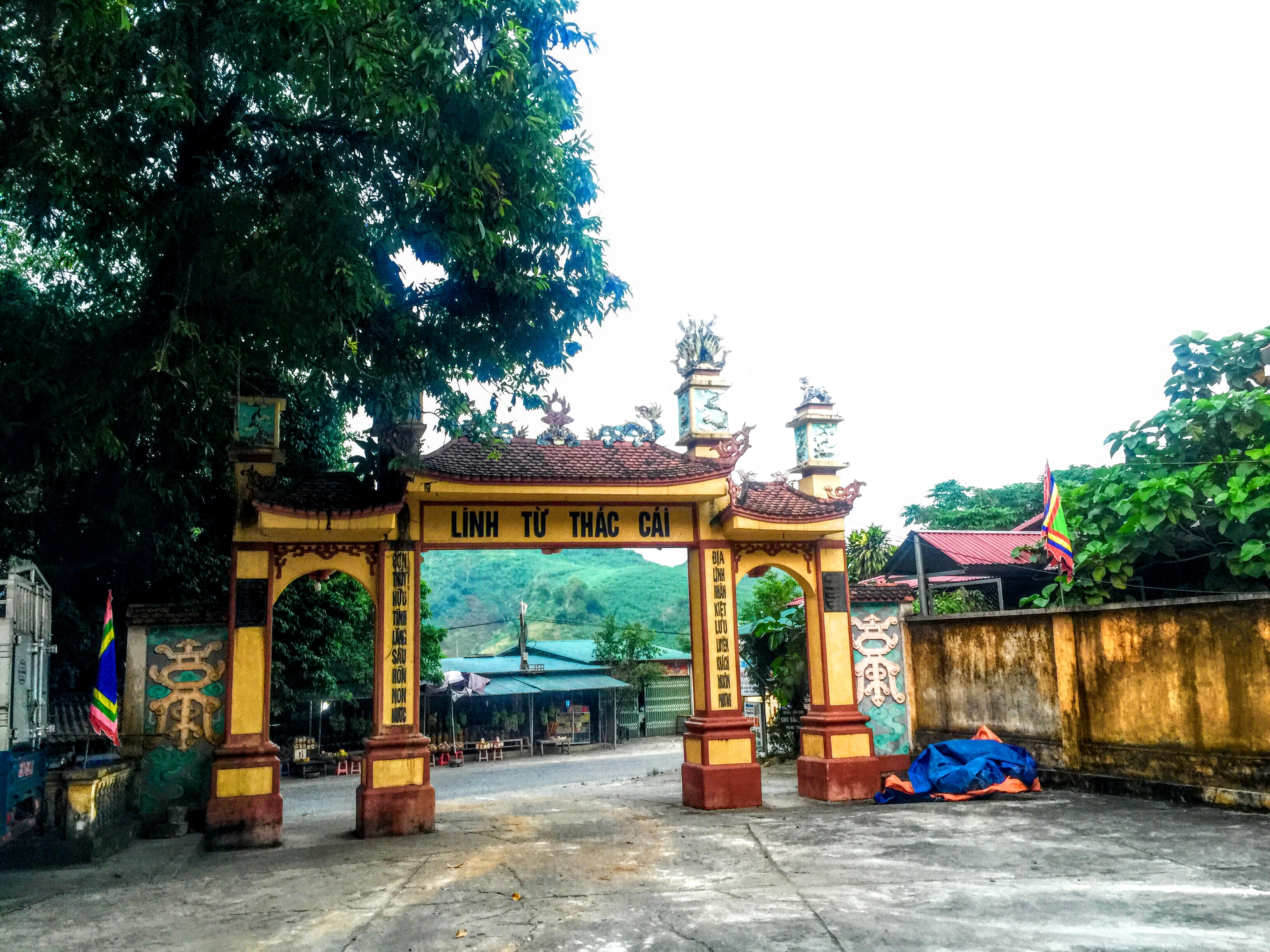

ハムイエン県（ハムイエンけん、ベトナム語：Huyện Hàm Yên / 縣咸安?）は、ベトナム社会主義共和国トゥエンクアン省の県である。面積は907 km²、人口は109,739人（2009年）である。